# 上村明穂
上村 明穂（うえむら あきほ、1997年10月19日 - ）は、日本の女優、元子役。熊本県出身。

## 人物
- 趣味は料理、映画鑑賞[1]。
- 特技はクラシックバレエ、ダンス[1]。

## 出演

### テレビ
- つばさ 第127 - 132話（2009年8月、NHK） - 岩崎順子 役
- おどツタ（2010年8月、NHK）
- トカゲの女 警視庁特殊犯罪バイク班（2014年11月、テレビ東京） - 室田晴美 役
- 国語表現 高校講座（2014年12月、NHK）
- 劇場霊からの招待状 第4話（2015年10月、TBS）

### 映画
- 坂本君は見た目だけが真面目（2014年3月） - 前川芽美 役
- ガールズ・ステップ（2015年9月）

### CM
- ジョイフル「お節とお雑煮」編（2008年1月 ）
- 進研ゼミ 中学講座（2011年11月 - ）
- レコチョク オトタビオリジナル（2014年4月 - ）
- 妖怪ウォッチバスターズ（2015年7月- ）

### 広告
- トップ卵（2009年4月）
- リクルートホールディングス すべての人生が、すばらしい（2014年3月）

### DVD
- 拉致〜私たちは何故、気づかなかったのか！（2011年9月）

### 舞台
- ミュージカル チャンス☆2014（2014年8月、サンモールスタジオ） - 井上純子 役
- Air StudioプロデュースGO,JET!GO!GO!vol.5（2015年8月） - メグ 役
- Air StudioプロデュースGO,JET!GO!GO!vol.8（2015年10月） - メグ 役
- Air StudioプロデュースGO,JET!GO!GO!vol.1（2015年11月） - メグ 役
- Air StudioプロデュースGO,JET!GO!GO!vol.6（2015年12月） - メグ 役
- Air StudioプロデュースGO,JET!GO!GO!vol.9（2016年2月） - メグ 役
- 透明少女（2015年8月、新宿村Live）
- Air StudioプロデュースGO,JET!GO!GO!vol.3（2016年6月） - メグ 役
- Air StudioプロデュースGO,JET!GO!GO!vol.4（2016年7月） - メグ 役
- アリスインプロジェクトアリスインデッドリースクールパラドックス（2016年8月、シアターKASSAI） - 巣宮春菜 役
- PRIDE（2016年9月） - ヒロイン・小沢彩 役
- 東京ボーイズコレクション（2016年11月、新宿村Live）